# El Busián
El Busián (en árabe: آيت بوزيان‎, en francés: Aït Bouziane) es una localidad marroquí perteneciente al municipio de Talilit, en la región Oriental. Desde 1912 hasta 1956 perteneció a la zona norte del Protectorado español de Marruecos.